# Taylor Bennett
Taylor Bennett II  (Chicago, Illinois, 19 de enero de 1996), más conocido por su nombre artístico Taylor Bennett, es un rapero,  cantante y compositor estadounidense. Bennett es el hermano menor del también rapero Chance The Rapper.

## Biografía
El padre de Taylor Bennett, Ken Williams-Bennett trabajó para el alcalde de Chicago y su madre Lisa Bennett trabajó anteriormente para el fiscal general, que se aseguró de que perseguiría sus sueños mientras que también lo hace a través de la escuela. Asistió a la Escuela Preparatoria Urban Prep. Él y su hermano demostraron un interés en las artes muy temprano, rapeando con uno a y el edificio de sus habilidades.

## Carrera musical
Al igual que su hermano, Bennett ha desarrollado un sonido único y estilo de rap. Algunos artistas que han influido en su crecimiento como músico incluyen Twista, Nas y Kendrick Lamar, que ha tenido un impacto notable en su música. También afirma que Kanye West College Dropout tuvo un papel importante en su capacidad para ver el lado amante de la diversión de la música.

## Discografía
| Título          | Detalles del álbum                                                               |
| --------------- | -------------------------------------------------------------------------------- |
| Broad Shoulders | - Fecha de lanzamiento: 2015 - Discografía: Self-released - Formato: Digital, CD |